# Schleicher ASK 21

## Biến thể
ASK-21
ASK 21 Mi

## Tính năng kỹ chiến thuật (ASK 21)
Đặc điểm tổng quát
- Kíp lái: 2
- Chiều dài: 8.35 m (27.39 ft 5 in)
- Sải cánh: 17.00 m (55.77 ft 9 in)
- Chiều cao: 1.55 m (5.08 ft 1 in)
- Diện tích cánh: 17.95 m2 (193.21 ft2)
- Tỉ số mặt cắt: 16.1
- Kết cấu dạng cánh: FX S02-196 / FX 60-126
- Trọng lượng rỗng: ~ 360 kg (794 lb)
- Trọng lượng có tải: 600 kg (1.323 lb)

Hiệu suất bay
- Vận tốc cực đại: 280 km/h (174 mph)
- Số G giới hạn: +6.5/-4
- Hệ số bay lướt dài cực đại: 34:1
- Vận tốc xuống: 0,65 m/s (128 ft/phút)